# Tomás Caivano
Tomás Caivano o Tommaso Caivano (Nápoles, 1841-?) fue un abogado e historiador italiano. Autor de una obra sobre la guerra del Pacífico: Historia de la guerra de América entre Chile, Perú y Bolivia, publicada originalmente en Europa y que ha tenido varias ediciones.

## Biografía
Hijo de Geraldo y Luisa Caivano, era natural de Nápoles, entonces la capital del Reino de las Dos Sicilias.
Hacia 1870 arribó al Perú y se instaló en Lima. Allí ejerció su profesión de abogado, en su estudio del jirón Ayacucho número 50. También incursionó en el periodismo, fundando un diario bilingüe llamado La Patria, hasta el 15 de noviembre de 1871 en que lo vendió al pintor Federico Torrico por 25 mil soles.
El 11 de abril de 1872 contrajo matrimonio con la limeña Adalguisa Marcone, hija de Pedro Marcone y Carolina Olivera, enlace que se realizó en la parroquia de San Lázaro, siendo padrinos de la boda Manuel Atanasio Fuentes y la madre de la desposada. Al año siguiente nació su hija, Blanca Luisa Timotea, bautizada en la misma parroquia el 25 de mayo de 1873.
Integrado plenamente a la sociedad limeña, participó en diversas actividades públicas: fue miembro del comité organizador de las celebraciones del primer aniversario de la toma de Roma; y se afilió a la Sociedad de Inmigración Europea (1873), la misma que proyectó una colonización en Ica, la cual fracasó.
Regresó a Italia en 1874, pero seis años después se dirigió nuevamente al Perú, en plena guerra del Pacífico, viaje en la que siguió la ruta de Buenos Aires a La Paz (1881). Interesado en redactar una obra histórica sobre dicha guerra, que de manera objetiva se adentrara en sus causas reales, su estancia en Bolivia la aprovechó para documentarse de la realidad política, económica y social de dicho país. En el Perú visitó los lugares donde se libraron las batallas y recopiló información de diversa índole, tanto oral como documental. Fruto de esa labor fue su Historia de la guerra de América entre Chile, Perú y Bolivia, en dos tomos, publicada originalmente en Turín.
Se ausentó definitivamente del Perú en 1884, tal como se desprende de una nota del diario La Tribuna, fechada en 7 de febrero de ese año:

Despedida. Tomás Caivano, suplica a los amigos de quienes no haya podido despedirse, le comuniquen sus órdenes a Roma, donde le será grato complacerlas.

## Obra histórica
Su Historia de la guerra de América entre Chile, Perú y Bolivia, dividida en dos tomos, fue publicada originalmente en Turín por el editor Ermanno Loescher. El primer tomo apareció en 1882 (dedicado a su hija Blanca Luisa) y el segundo en 1883 (dedicado a sus padres).
En esta obra, Caivano denunció vehementemente la agresión chilena contra el Perú y Bolivia, y se esforzó en desmontar los argumentos con que Chile trataba de justificar la guerra, buscando las causas profundas de la misma. Consideró como simples pretextos el impuesto de los diez centavos y el tratado de alianza defensiva peruano-boliviana, y atribuyó a la ambición chilena por las provincias salitreras de Perú y Bolivia la causa real de la contienda. Insiste en que Chile se había armado con tiempo y que aprovechó la situación de debilidad del Perú y Bolivia para llevar a cabo sus planes. Contribuyó de esa manera a dar a conocer en Europa la versión peruana o aliada de ese acontecimiento bélico. Fue asimismo, crítico muy severo de la actuación de los gobernantes peruanos Mariano Ignacio Prado y Nicolás de Piérola.
Esta obra ha tenido varias ediciones, una de las cuales es la publicada por el Museo Naval del Perú en 1979, también en dos volúmenes.